# Gilberto Cavallini
Gilberto Cavallini né à Milan le 26 septembre 1952, connu sous le nom de Gigi ou Il Negro, est un terroriste néofasciste appartenant au groupe des Noyaux armés révolutionnaires (NAR).
Arrêté le 12 septembre 1983 à Milan, inculpé de divers crimes, principalement liés aux activités terroriste du groupe, notamment l'assassinat du substitut du procureur, Mario Amato (it), assassiné à Rome le 23 juin 1980 ou encore l’attentat de la gare de Bologne, il a été condamné à plusieurs peines de réclusion à perpétuité.

## Biographie et idéologie
Né à Milan et issu d’une famille fasciste, Gilberto Cavallini a commencé son militantisme politique dans les rangs de la droite dès son plus jeune âge, d'abord dans la Giovane Italia puis dans le Mouvement social italien. Il s'est inscrit à un cours d'électrotechnique à l'Institut Feltrinelli, qu'il abandonne en raison de ses idées politiques, rejoignant une école privée pour obtenir son diplôme. Il se déclare fasciste ou anticommuniste.
La pensée de Gilberto Cavallini apparaît au cours d'un entretien avec Radio Popolare (it) et dans l'introduction d'un livre sur le fascisme milanais d'Ettore Muti. Au cours d'un entretien à Radio Popolare, Cavallini réaffirme une rupture nette avec l'histoire de la droite italienne de l'après-guerre, la spécificité et l'originalité absolues du fascisme italien, sa supériorité en tant que modèle spirituel et politique des racines latines et italiennes. Le courant fasciste est considéré par certains courants universitaires néo-fascistes comme proche du MSI d'Almirante .
Gilberto Cavallini a écrit en 2007 que les valeurs de la République sociale italienne se réfèrent « du point de vue métapolitique à la mystique fasciste du devoir et du sacrifice pour l'honneur et la protection de la Patrie ».

### Subversion noire
Dans la zone la plus extrémiste de la région de Missino à Milan, il est responsable de diverses bagarres et « passages à tabac » de militants de gauche. Sa première plainte date de 1974 pour avoir tiré sur une station-service qui avait refusé de le ravitailler.
Il participe à l'assassinat du jeune gauchiste Gaetano Amoroso, un militant du comité anti-fasciste âgé de 21 ans. Dans la soirée du 27 avril 1976, à l'occasion du premier anniversaire de la mort du jeune d'extrême droite Sergio Ramelli, avec deux autres compagnons du Parti marxiste-léniniste (Carlo Palma et Luigi Spera), Amoroso est agressé et poignardé à Milan dans la rue Uberti, à Milan, par un groupe de néo-fascistes du siège social du MSI situé via Guerrini: Gian Luca Folli, Marco Meroni, Angelo Croce, Luigi Fraschini, Antonio Pietropaolo, Danilo Terenghi, Walter Cagnani, Claudio Forcati et Gilberto Cavallini. Amoroso meurt deux jours plus tard à l'hôpital des suites de ses blessures, le 30 avril, ses deux compagnons sont blessés. Les huit responsables sont arrêtés quelques heures après l’incident. L’accusation initiale d’agression est transformée en meurtre prémédité (pour la mort d’Amoroso) et en tentative de meurtre envers le deux autres militants. Cavallini est condamné au premier degré à une peine de 13 ans et demi d'emprisonnement pour meurtre.
Cependant, lors de son transfert à la prison de Brindisi, il réussit à s'évader dans des circonstances non élucidées: le 14 août 1977, pendant le trajet sur l'autoroute et jusqu'à Roseto degli Abruzzi, profitant d'un moment de distraction de son escorte, Cavallini s'échappe.
Il parvient à Rome où il obtient un faux document et contacte Massimiliano Fachini, chef d'Ordine Nuovo en Vénétie qui l'héberge à Trévise, chez l'un de ses lieutenants, Roberto Raho. Il y vit en clandestinité pendant deux ans sous le nom de Gigi Pavan. Il est parfois envoyé en mission à Rome, où il établit des contacts avec Sergio Calore, Paolo Aleandri et Bruno Mariani, tous membres de la nouvelle formation créée par Paolo Signorelli, Costruiamo l'azione.
En 1978, à Trévise, il se fiance à Flavia Sbroiavacca, fille du propriétaire d'une agence de voyages. En 1980, son épouse accouche d'un enfant, Cavallini lui avoue alors son statut de clandestin.
Au cours des derniers mois de 1979, il voyage entre Rome et la Vénétie pour recycler l'or volé par Egidio Giuliani le 8 octobre chez un certain Fadlun Mardochai, joaillier juif libyen, qui sera tué des années plus tard par les hommes de Kadhafi.

### La lutte armée avec les NAR
Lors de son séjour à Rome, qui dure jusqu'en février 1980, Cavallini noue des relations avec le groupe NAR de Valerio Fioravanti. La première rencontre entre les deux a lieu le 11 décembre 1979, à l'occasion de son premier vol qualifié commis à Tivoli contre une orfèvrerie, auquel participent également Sergio Calore et Bruno Mariani.
Une semaine plus tard, le soir du meurtre du jeune Antonio Leandri, tué par Fioravanti et un groupe d’autres néo-fascistes, Cavallini rencontre à nouveau Valerio Fioravanti et l’emmène avec lui en Vénétie pour échapper à la forces de l'ordre, l'accueillant dans la maison où il habite avec son épouse Flavia Sbroiavacca, alors enceinte.
Lors du séjour en Vénétie, le groupe vole des armes à Padoue, le 30 mars 1980 attaquant les locaux du quartier militaire de la Via Cesarotti et emportant 4 mitrailleuses, 5 fusils automatiques, des pistolets et des balles. Avant de prendre la fuite, sur le mur de la caserne, Mambro signe le vol avec les initiales « BR ».
La première action meurtrière avec le groupe de Fioravanti a lieu le 28 mai 1980. Ce jour-là, l'objectif est de désarmer des agents devant le lycée Giulio Cesare et de les gifler afin de ridiculiser la militarisation croissante du territoire par la police. Valerio Fioravanti, Francesca Mambro, Luigi Ciavardini et Giorgio Vale participent à l’action, tandis que Cavallini, Mario Rossi et Gabriele De Francisci n’ont que des fonctions de couverture. La réaction des policiers en service devant le lycée déclenche un échange de coups de feu qui entraîne la mort de l'agent Franco Evangelista (appelé Serpico), et la blessure de deux autres agents.
Le 23 juin 1980, à Rome, le substitut du procureur, Mario Amato alors qu'il attend le bus 391 pour se rendre au travail. Depuis deux ans, Amato dirige les principales enquêtes sur des mouvements subversifs annonçant des développements sensationnels dans son enquête. Le lendemain, les NAR revendiquent le meurtre.
Les mois suivants, le groupe fait la navette entre Milan et la Vénétie et, le 31 octobre 1980, Fioravanti et Cavallini cambriolent un bijoutier à Trieste. Le 26 novembre il est à Milan avec Stefano Soderini pour récupérer une voiture. Quand une patrouille arrive pour vérifier les documents des personnes présentes, il ouvre le feu, tuant le brigadier Lucarelli. Lors de la fuite il abandonne ses documents et est forcé de quitter  à la hâte la maison à Trévise.
Le 19 décembre 1980, Cavallini, Valerio Fioravanti, Francesca Mambro, Giorgio Vale, Pasquale Belsito, Stefano Soderini et Andrea Vian dévalisent la bijouterie Giraldo de Trévise.
Le 5 février 1981 au soir, Valerio Fioravanti, son frère Cristiano, Francesca Mambro, Cavallini, Giorgio Vale et Gabriele De Francisci tentent de récupérer leurs armes cachées au bord d'un canal mais sont pris en flagrant délit par deux carabiniers, Enea Codotto, 25 ans, et Luigi Maronese de 23 ans. Dans le conflit de tirs qui s'ensuit, Fioravanti tue les deux agents qui, avant de mourir, parviennent à blesser Fioravanti, qui, grièvement blessé aux deux jambes, est ramené par le reste du groupe vers l'appartement utilisé comme base et arrêté.
Le 30 septembre 1981, il participa à l'assassinat de Marco Pizzari, un extrémiste de droite qui aurait collaboré avec la police et retenu pour responsable de l'arrestation de Ciavardini et de Nanni De Angelis. Il est abattu par Cavallini et Alibrandi près de la Piazza Medaglie d'Oro à Rome.
Le 21 octobre 1981, Cavallini et Alessandro Alibrandi, Francesca Mambro, Giorgio Vale, Stefano Soderini et Walter Sordi tuent le capitaine desDigos, Francesco Straullu, âgé de 26 ans, chargé d'enquêter sur la subversion noire. L'agent Ciriaco Di Roma est également tué dans l'action.
Le 24 juin 1982, il participe avec Walter Sordi et deux très jeunes militants (Vittorio Spadavecchia et Pierfrancesco Vito) au désarmement d'une patrouille de police des services de sécurité au siège de l'OLP à Rome. L'agent Antonio Galluzzo est tué et Giuseppe Pillon, blessé .
Cavallini est le dernier des NAR à être capturé. Son arrestation a lieu le 12 septembre 1983 dans un bar du Corso Genova à Milan.
Transféré à la prison d'Ascoli Piceno, il est inculpé entre autres de meurtre, participation à une bande armée, vols, cambriolages, détention illégale d'armes, recel d'objets volés. Il est condamné à perpétuité le 12 janvier 1984 à la réclusion à perpétuité avec Stefano Soderini pour l'assassinat du brigadier Ezio Lucarelli. Lors du procès NAR, il est à nouveau condamné à six peines d'emprisonnement à perpétuité, qui s'ajoutent aux précédentes.
Il est détenu à la prison de Terni sous le régime provisoire de semi-libérté, révoque le 19 décembre 2002, pour :'avoir été trouvé en possession d'un pistolet Beretta, de 50 balles et de ne pas se rendre à la Coopérative Promozione Umana, une communauté thérapeutique basée à San Giuliano Milanese.

### Procès du massacre de Bologne
En 2017, à la suite du massacre de Bologne du 2 août 1980, il est inculpé pour participation à l'attentat, alors qu'il avait déjà été jugé et condamné pour le même crime sous une autre accusation (groupe armé) et accusé d'être le fournisseur des faux documents de Francesca Mambro et de Giusva Fioravanti. Le nouveau processus est basé sur une phrase écrite sur un bout de papier, réputée fiable et attribuée à Carlo Maria Maggi, le dirigeant d'Ordine Nuovo de Vénétie, condamné pour avoir été l'instigateur du massacre de la Piazza della Loggia.
Le 9 janvier 2020 quelques minutes avant 16 heures, la sentence a été prononcée par le tribunal de Bologne : emprisonnement à vie pour Gilberto Cavallini, ancien terroriste fasciste du Nar Cavallini, 67 ans, a été accusé de conspiration en vue de commettre un attentat. Selon le ministère public de Bologne, il a fourni un soutien logistique aux auteurs matériels de l'attentat du 2 août 1980.
Au terme de sa procédure judiciaire, Cavallini a accumulé neuf condamnations à perpétuité, dont la dernière à Bologne. Il est en semi-liberté à Spoleto, où il travaille le jour et retourne à sa cellule pour la nuit.
Pour mémoire, les sentences finales de la Cour de Cassation du 23 novembre 1995 pour l'attentat de Bologne sont que les néo-fascistes Nar Valerio Fioravanti et Francesca Mambro, qui se sont toujours déclarés innocents, ont été condamnés à la prison à vie en tant qu'auteurs de l'attentat. L'ancien chef de la P2, Licio Gelli, les officiers du SISMI Pietro Musumeci et Giuseppe Belmonte, et le collaborateur du SISMI Francesco Pazienza ont été condamnés pour avoir mal orienté l'enquête. Le dernier accusé condamné en tant qu'exécuteur matériel est Luigi Ciavardini : 30 ans confirmés en cassation le 11 avril 2007 et emprisonnement à vie le 9 janvier 2020.

## Source de traduction
- (it) Cet article est partiellement ou en totalité issu de l’article de Wikipédia en italien intitulé « Gilberto Cavallini » (voir la liste des auteurs).